# Saeed Jaffrey
Saeed Jaffrey (* 8. Januar 1929 in Malerkotla, Punjab; † 15. November 2015 in London, England) war ein britischer Schauspieler indischer Herkunft. Er wirkte in zahlreichen Filmproduktionen des britischen wie auch des indischen Kinos mit.

## Leben
Saeed Jaffrey begann seine Karriere mit der Gründung der eigenen Theatergruppe „Unity Theatre“ in Neu-Delhi. Er trat dort in Stücken von Tennessee Williams, Christopher Fry, Oscar Wilde und Shakespeare auf. Er studierte an der Royal Academy of Dramatic Art in London und ging mit einem Fulbright-Stipendium in die Vereinigten Staaten an die Catholic University of America, an der er einen zweiten Postgraduiertenabschluss im Fach Schauspiel machte.
Von 1951 bis 1956 arbeitete Jaffrey für All India Radio und von 1958 bis 1960 war er beim indischen Fremdenverkehrsamt in den Vereinigten Staaten für Öffentlichkeitsarbeit zuständig.
Zu seinen wichtigsten Filmen gehören Der Mann, der König sein wollte (1975), Die Schachspieler (1977), die Rolle des Sardar Vallabhbhai Patel in Gandhi (1982), Reise nach Indien (1965er BBC-Version und 1984er Film) und Mein wunderbarer Waschsalon (1985). In den 1980er und 1990er Jahren trat er in vielen Hindi-Filmen auf. Für das Fernsehen arbeitete Jaffrey in den Serien Gangsters (1975–1978), The Jewel in the Crown (1984), Tandoori Nights (Doordarshan, 1985–1987) und Little Napoleons (1994).

## Auszeichnungen
- 1978 Filmfare Award als Bester Nebendarsteller in Die Schachspieler
- 1991 nominiert für Genie Award als Bester Hauptdarsteller in Masala

## Filmografie
- 1968: Stalked
- 1969: The Guru
- 1969: Callan (Fernsehserie, 1 Folge)
- 1971: The Horsemen
- 1972: Tanhai
- 1973: Black Beauty (Fernsehserie, 1 Folge)Rana
- 1973: Kein Pardon für Schutzengel (The Protectors, Fernsehserie, 1 Folge)
- 1975: Die Wilby-Verschwörung (The Wilby Conspiracy)
- 1975: Der Mann, der König sein wollte (The Man Who Would Be King)
- 1977: Die Schachspieler (Shatranj Ke Khilari)
- 1979: Der Aufpasser (Minder, Fernsehserie, 1 Folge)
- 1980: Ek Baar Phir
- 1980: Die unglaublichen Geschichten von Roald Dahl (Tales of the Unexpected, Fernsehserie, 1 Folge)
- 1981: Chashme Buddoor
- 1981: Der Fluch der Sphinx (Spinx)
- 1982: Star
- 1982: Gandhi
- 1983: Masoom
- 1983: Kissi Se Na Kehna
- 1983: Mandi
- 1983: Romance
- 1984: Ek Din Bahu Ka
- 1984: Bhavna
- 1984: Mashaal
- 1984: Auf Messers Schneide (The Razor’s Edge)
- 1984: Reise nach Indien (A Passage to India)
- 1984: The Jewel in the Crown (Fernsehserie)
- 1984: Aagaman
- 1985: Phir Aayee Barsaat
- 1985: Jaanoo
- 1985: Karishma Kudrat Ka
- 1985: Saagar
- 1985: Ram Teri Ganga Maili
- 1985: Cricketer
- 1985: Mein wunderbarer Waschsalon (My Beautiful Laundrette)
- 1986: Qatl
- 1986: Kala Dhanda Goray Log
- 1987 Khudgarz
- 1987 Jalwa
- 1987 Awaam
- 1987 Aulad
- 1987 Beyond the Next Mountain
- 1988 Vijay
- 1988 Hero Hiralal
- 1988 Die Täuscher (The Deceivers)
- 1988: Die Malteser des Falken (Just Ask for Diamond)
- 1988 Khoon Bhari Maang
- 1988 Pyasi Atma
- 1988 Kab Tak Chup Rahungi
- 1989 Chaalbaaz
- 1989 Daata
- 1989 Eeshwar
- 1989 Hisaab Khoon Ka
- 1989 Ram Lakhan
- 1989 Manika, une vie plus tard
- 1989 Aandhiyan
- 1990 Dil
- 1990 Naya Khoon
- 1990 After Midnight
- 1990 Pathar Ke Insan
- 1990 Yadoon Ka Mausam
- 1990 Shandaar
- 1990 Kishen Kanhaiya
- 1990 Ghar Ho To Aisa
- 1991 Indrajeet
- 1991 Henna
- 1991 Afsana Pyar Ka
- 1991 Gunehgar Kaun
- 1991 Yaara Dildara
- 1991 Masala
- 1991 Patthar Ke Insaan
- 1992 Suryavanshi
- 1992 Nishchaiy
- 1992 Laat Saab
- 1992 Vansh
- 1993 Aulad Ke Dushman
- 1993 15th August
- 1993 Ek Hi Raasta
- 1993 Balmaa
- 1993 Aaina
- 1993 Anmol
- 1993 Aashiq Awara
- 1994 Bollywood
- 1994 Yeh Dillagi
- 1994 Salaami
- 1994 Baali Umar Ko Salaam
- 1994 Dilwale
- 1995 Gambler
- 1995 Kartavya
- 1995 Ravanraaj
- 1995 Reshma
- 1995 Angrakshak
- 1995 Veergati
- 1995 Guddu – Eine Liebe mit Hindernissen
- 1995 Saajan Ki Baahon Mein
- 1995 Prem
- 1995 Sauda
- 1995 Jai Vikraanta
- 1995 Kartavya
- 1995 Vartmaan
- 1995 Trimurti
- 1996 Lulu
- 1996 Megha
- 1996 English Babu Desi Mem – Der Junge aus England und das indische Mädchen
- 1996 Jaan
- 1996 Bambai Ka Babu
- 1997 Udaan
- 1997 Deewana Mastana
- 1997 Ek Phool Teen Kante
- 1997 Mahaanta
- 1997 Judaai
- 1997 Mohabbat
- 1997 Naseeb
- 1997 Raja Ki Aayegi Baraat
- 1997 Uff! Yeh Mohabbat
- 1998 Kashmir Angarvadi
- 1998 Guru in Seven
- 1998 Achanak
- 1998 Jab Pyaar Kisise Hota Hai
- 1998 Aunty No. 1
- 2000 Being Considered
- 2001 On Wings of Fire
- 2001 Albela
- 2001 Mr In-Between
- 2002 Pyaar Ki Dhun
- 2002 Day of the Sirens
- 2002 Snapshots
- 2003 Cross My Heart
- 2003 Second Generation
- 2003 Inspector Lynley (	The Inspector Lynley Mysteries, Fernsehserie, 1 Folge)
- 2004 Doctors (Fernsehserie, 1 Folge)
- 2004 Kaun Hai Jo Sapno Mein Aaya
- 2005 Chicken Tikka Masala
- 2005 Zoltan the Great
- 2006 Bhavishya, The Future